# ماري بيترسن
ماري بيترسن (بالألمانية: Marie Petersen)‏ (و. 1816 – 1859 م) هي مؤلفة، وكاتِبة ألمانية، ولدت في فرانكفورت، توفيت في فرانكفورت، عن عمر يناهز 43 عاماً.